# Morgantown (Indiana)
Morgantown es un pueblo ubicado en el condado de Morgan en el estado estadounidense de Indiana. En el Censo de 2010 tenía una población de 986 habitantes y una densidad poblacional de 1.007,13 personas por km².

## Geografía
Morgantown se encuentra ubicado en las coordenadas 39°22′22″N 86°15′31″O / 39.37278, -86.25861. Según la Oficina del Censo de los Estados Unidos, Morgantown tiene una superficie total de 0.98 km², de la cual 0.98 km² corresponden a tierra firme y (0%) 0 km² es agua.

## Demografía
Según el censo de 2010, había 986 personas residiendo en Morgantown. La densidad de población era de 1.007,13 hab./km². De los 986 habitantes, Morgantown estaba compuesto por el 98.48% blancos, el 0.1% eran afroamericanos, el 0.41% eran amerindios, el 0.2% eran asiáticos, el 0% eran isleños del Pacífico, el 0.3% eran de otras razas y el 0.51% pertenecían a dos o más razas. Del total de la población el 0.41% eran hispanos o latinos de cualquier raza.